# Marketing prédictif
Le marketing prédictif est l’ensemble des dispositifs marketing permettant d’anticiper les comportements des clients par des prévisions basées sur des données et des probabilités de réussite. Le caractère prédictif repose sur des techniques d'exploration de données permettant de modéliser un comportement à un instant {\displaystyle t} en fonction de données passées.  

## Définition
La construction de modèles basés sur l’analyse de nombreuses données permet de prévoir certaines actions. Grâce à la numérisation croissante d'information, et la montée en puissance des outils d’analyse numérique, ce type de marketing croise diverses sources de données pour anticiper les actions futures des consommateurs. La prédiction ne se fait plus par les analyses classiques de segmentation basées sur des critères tirés d'études marketing. Aujourd’hui, au-delà de la segmentation et du ciblage classique, des algorithmes spécifiques ont été mis au point pour pouvoir prédire et anticiper des comportements humains. Par le marketing prédictif, une entreprise propose les meilleures offres possibles, au bon moment, par le bon dispositif relationnel. Par exemple, anticiper le départ à la concurrence d’un client et agir proactivement pour le retenir.
Ce marketing s'inscrit dans le cadre du marketing 3.0 : une nouvelle forme centrée sur les valeurs fonctionnelles, émotionnelles et même spirituelles. La participation et la collaboration du client est essentiel...

## Les secteurs
Le marketing prédictif est un outil potentiellement utilisable par toute entreprise, collectivité ou administration souhaitant être en mesure de rationaliser ses coûts, ses performances et, ou soucieuse de sa gestion de la relation de la fidélisation client.
Les entreprises concernées sont principalement dans le commerce en ligne, ou possédant au moins un site internet ou une page sur un réseau social. On retrouve les entreprises de :  
- Distribution ;
- Industrie (constructeurs automobiles, industrie pharmaceutique etc.) ;
- Énergie ;
- Télécoms (opérateurs téléphoniques, etc.) ;
- Banques ;
- Assurance ;
- Secteur public (trafic routier, collecte d'ordures, etc.).

## Le principe
Le marketing prédictif peut fonctionner grâce aux données recueillies dans le cadre du Big Data (mégadonnées). Il est, pour les responsables marketing, une source de données sur les consommateurs permettant d'inclure textes, conversations, comportements... dans les stratégies marketing.
Le volume que représente ces données croit en permanence et de façon exponentielle, il est donc inimaginable d'envisager en traiter l'intégralité. L’enjeu est donc désormais la gestion méthodique du Big Data afin de repérer, de classifier et d’utiliser les informations consommateur afin d'identifier les besoins et de mettre en place des stratégies pour y répondre. C'est-ce que l'on appelle le Smart Data (données fines). "Le Smart Data est le processus qui permet de passer des données brutes à des informations ultra qualifiées sur chacun des consommateurs." L'objectif est de cerner au mieux les clients et leurs désirs grâce à des mécanismes adaptés. Ces mécanismes peuvent être classiques (jeux concours, recherches internet, etc.), mais l'innovation dans ce domaine est continue (géolocalisation, réseaux sociaux, applications mobiles, etc.).
L'objectif du marketing prédictif n'est plus seulement d'attirer des nouveaux clients, mais surtout de fidéliser et de satisfaire sa clientèle.  Le Smart Data permet d'affiner le ciblage suivant différents critères en gérant la personnalisation, la pertinence et la cohérence de la communication sur les différents canaux utilisés. Le Smart Data tend à s'imposer au marketing afin de l'optimiser.

## Les actions à mettre en œuvre

### Les données d'achats
Les données  d’achats sont les données factuelles. Ces dernières sont d'une importance capitale en marketing prédictif. Des données factuelles proviennent de diverses sources d'information, elles informent et constatent. (« Factuel » : Qui s'en tient aux faits, qui présente les faits sans les interpréter). Les différentes transactions effectuées permettent dans un grand nombre de cas d'anticiper une importante partie des futurs achats à venir.  

### Les données comportementales et «en ligne»
Les réactions des clients et des prospects face aux différentes campagne, visites sur des sites internet ou les appels téléphoniques passés à des centres d’appel, tout ceci correspond aux données comportementales.  
Ces données sont une grande source d'information et sont indispensables pour être en mesure d'anticiper les futurs besoins des clients afin de définir les actions et leur transmettre les meilleures offres possibles. Le procédé le plus simple à mettre en place est de concevoir un entrepôt de données.  Un entrepôt de données désigne une base de données utilisée pour collecter, ordonner, journaliser et stocker des informations provenant de bases de données opérationnelles et fournir ainsi un socle à l'aide à la décision en entreprise.   

### Fabriquer un Datamart
Un DataMart (magasin de données) est un sous-ensemble d’un entrepôt de données destiné à fournir des données aux utilisateurs, et souvent spécialisé vers un groupe ou un type d'affaire. Accéder à toutes les données d'achats et comportementales en utilisant un entrepôt de données est une bonne base. Mais il est dans la plupart des cas volumineux et non adapté dans le ciblage d’une campagne où dans l'interprétation  des comportements des clients.

### Test des campagnes
La variante donnant les meilleurs retours en fonction des objectifs pourra ainsi être définie. Une étape s'occupant du budget est importante avant le lancement d'une campagne afin de connaitre l'investissement en fonction du ciblage retenu. Le retour sur investissement sera alors connu.

### La pression marketing
Il est important de ne pas submerger le client de messages marketing. La communication doit être mesurée pour les clients potentiels, mais surtout, elle doit être de qualité et mettre l'accent sur la dimension humaine.

## Applications du marketing prédictif

### Calcul du score d'appétence
Le score d’appétence est utilisé en marketing dans des démarches d'attribution de scores. Il traduit la probabilité qu’un prospect devienne consommateur d'un produit ou service proposé ou qu’il réponde favorablement à une offre qui lui est faite.
Le Smart Data permet d'organiser les données marketing par segments pertinents et homogènes afin de les exploiter au mieux. Les entreprises peuvent alors attribuer un score d'appétence dynamique à chaque consommateur (avéré ou potentiel). Ce score peut être établi suivant ses comportements d’achats sur différents points de contacts et de sa réactivité aux différentes voies de communications (ex. : un client achète un téléphone via un site de commerce en ligne à la suite de la réception d'un courriel promotionnel).  

### Valeur vie client
La valeur vie client (VVC) est la somme des profits actualisés attendus en moyenne sur la durée de vie d’un client type.
Grâce au Smart Data, la valeur vie client peut être définie plus précisément. En effet, le Smart Data démultiplie la connaissance du cycle de vie des clients et permet l'optimisation de la valeur vie client. Il est notamment utilisé dans le domaine de l'assurance où la prime d'un client est calculée suivant un profil et un type de bien afin de couvrir le cout moyen de celui-ci.  

### Prédiction d'attrition
Le principe de la prédiction d'attrition est de prévoir les phénomènes de pertes de clientèles. Cet outil peut prévoir des comportements globaux mais aussi individuels. Il est largement utilisé dans le secteur des télécommunications. Par exemple, un opérateur récupère les données suivantes des pages web de ses clients :   
- Des variations dans le comportement de consommation ou d’usage
- Le passage au statut de client inactif
- La formulation d’une réclamation
- La consultation des conditions de résiliation sur un site Internet

Cet opérateur va alors envoyer à son client des offres promotionnelles pour le fidéliser.

## Les acteurs
Le Big data (mégadonnées) est un marché en pleine expansion. Le premier secteur impliqué est celui de l’informatique et des télécommunications. On y retrouve :  

- Les fournisseurs, tels que les grands constructeurs informatiques
- Les acteurs du Web, principalement les réseaux sociaux mais aussi les e-marchands
- Les spécialistes des solutions de traitement de données massives
- Les intégrateurs

Aussi le secteur de l’analytique est l’un des principaux secteurs engagés avec : 
- Les éditeurs Business Intelligence

- Les fournisseurs spécialisés dans l’analytique Big Data

Cette technologie étant récente, de nouveaux métiers ont vu le jour : 

Le Data Scientist 
 
Grâce à des bases de données, le data scientist a pour objectif de tirer une stratégie pour l’entreprise via le Web et les Smartphones. Le data scientist est donc un professionnel de la gestion et de l’analyse pointue du Big data pour la stratégie et l’opérationnel de l’entreprise. Il doit faire parler ces données et en sortir des indicateurs concrets au service de la direction générale. 

Le Data Miner 
 
Nouvelle coqueluche des e-marchands, le data miner a pour mission d’extraire et d’analyser des données dans le but de définir le profil des utilisateurs. 

Data Analyst 
 
Le Data Analyst est une variante du data miner. Ce dernier se voit allouer une plus grande quantité de données et maitrise les outils spécifiques au big data. 

## Les exemples
Dans chacun des exemples qui vont être cités, la méthode se traduit par une étude poussée sur l'analyse des différents comportements que peuvent avoir un internaute (clients ou futurs clients). Le principe est d'anticiper ses futurs achats ou souhaits et donc d'être capable de lui proposer les offres les plus adaptées. La recherche sur le site est donc largement diminuée. Le site prédit les achats de l'internaute en probabilisant ses actions futures à l'aide d'algorithmes complexes. Ces algorithmes croisent des milliards de données en temps réel à l'aide des historiques d'achats, des durées de visualisation des pages, conversations sur les réseaux sociaux…  
Exemples d'entreprises qui utilisent le marketing prédictif :   
GOOGLE : La société utilise un logiciel spécifique à sa société : "the predictive marketing engine". Il a été pensé dans le laboratoire d'intelligence artificielle de Google. Le principe de l'algorithme est basé sur un système de score. Ce score est attribué et est propre aux internautes. Les domaines visés sont les courriels, les sites visités, le cross-canal, le retrait en magasin… C'est le comportement de l’internaute qui est minutieusement analysé et permet d'alimenter le score. Celui-ci permet l'obtention d'un modèle de marketing prédictif propre à chaque individu.    
AMAZON :, La société enregistre les données des consommateurs dans le but de recommander au mieux les futurs achats. Cette méthode est sans cesse en amélioration pour atteindre la perfection. Possédant près de 150 millions de consommateurs, les données reçues sont très lourdes et demandent donc un stockage en conséquence. L'entreprise a investi dans des espaces spécialisés pour le stockage des big data. Le but est simple : améliorer sans cesse la relation avec les clients. Il utilise de plus les données d'autres sites tels que Dropbox, Netflix et Yelp à l'aide de l'infrastructure Hadoop.  D'autre part, ces données sont aussi analysées pour suivre, surveiller et sécuriser ses 1.5 milliard de produits sur leur site. Enfin, Amazon peut préparer la livraison de colis de ses futurs clients avant même qu’ils n’aient passé la commande. Le principe est purement prédictif : le géant américain collecte des analyses d'anticipation de commandes individuelles, celles-ci seront ensuite finalisées pour envoi dès l’achat confirmé. Un nouveau projet est aussi en train d'être développé permettant de collecter les informations sur les tendances des internautes et ainsi vendre ces informations aux commerçants afin qu'ils en fassent la promotion.    
NETFLIX :, L'entreprise utilise le big data par l'enregistrement des données des utilisateurs abonnés. Le site propose donc à ses clients, suivant l'évaluation des films de leurs historiques, de visionner d'autres films qui seraient susceptibles de leur plaire. Lors de leurs visites, chaque utilisateur fournit à l'algorithme de nombreux types de données telles que la recherche ou le partage d'une vidéo. Mais aussi l'heure, la date, la géolocalisation et le matériel utilisé qui sont utilisés pour placer le client dans des catégories et ainsi améliorer sa navigation sur NETFLIX. Cela permet aussi à la société de se focaliser sur les futurs investissements qui seraient susceptibles de plaire.  Cependant l'analyse de Netflix se s'arrête pas à ses abonnés mais aussi aux tiers. En effet, ils utilisent aussi les données de Nielsen, leader mondial en études et informations marketing, afin de chercher sans cesse des nouveaux clients et améliorer les services qu'il propose.  Les infrastructures clés que la société utilise pour le big data sont : Amazon S3, Hadoop, Hive, Génie, Franklin, Forklift, Sting, Lipstick...      
MAJESTIC WINE :, Le géant du vin anglais utilise le big data en déployant une plateforme informatique reprenant l'expérience du consommateur : "a cloud based customer experience platform". Cette méthode permet à l'internaute de vivre une expérience en ligne comme si elle se déroulait en magasin. Le consommateur se retrouve alors conseillé par un sommelier qui s'appuie sur les achats précédemment effectués. En réalité, le site enregistre les données liées aux différents goûts et préférences du client. De plus, le site propose aussi suivant la localisation de l'internaute des promotions propres au client suivant ses préférences dans le but de le fidéliser.        
C-RADAR : L'utilisation des mégadonnées (big data) est ici axée dans un objectif de disruption des codes NAF français, NAICS US... pour faciliter la capacité des entreprises à réaliser une segmentation efficace de leur marché, puis à extraire les données de ciblage précise et complète. Le big data consiste à capter des données publiques et privées (payantes), à explorer tous les sites web des entreprises ainsi que les réseaux sociaux et les médias. Les données extraites font alors l'objet d'un traitement pour permettre d'identifier toutes les entreprises et les affecter à leur(s) écosystème(s), que celui-ci soit émergent ou traditionnel. Ainsi l'usage de la technologie permet d'identifier aussi bien un marché de prestataires de blockchain, que les sous-traitants de l'aéronautique ou les entreprises innovantes qui font partie d'un pôle de compétitivité qui ont réalisé une levée de fonds depuis moins d'un an et sont en cours de développement à l'international. Un exemple, sur le traitement de la base de données d'une grande société ayant pour clients stratégiques les acteurs du « recouvrement de créances », le service a identifié que seuls 22 % du marché étaient repérables par les codes NAF et a livré les 88 % autres.        
OPERATEURS TELEPHONIQUES : L'utilisation des mégadonnées est ici axée sur l'anticipation des non-renouvellements d'un abonnement. Ce big data utilisé permet d'étudier les différents sites concurrents que le consommateur a pu visiter. Ces sociétés peuvent alors mettre en place des offres spécialisées et adaptées afin de fidéliser ses clients. Par exemple, SFR utilise un outil capable d'étudier l'activité des clients incertains à l'aide des mots clefs utilisés, le nombre de pages consultées, le temps passé sur chaque site, etc. L'étude permet un détection de près de 81 % des internautes concernés. Finalement, le résultat est sans attente : 75 % de ces internautes restent chez SFR.  
On remarque que ce marketing prédictif est présent depuis longtemps mais de nombreuses améliorations sont faites sur ces récoltes de données au vu de la concurrence entre les entreprises. Ce phénomène permettra d'améliorer l’expérience du consommateur sur la toile en permettant une recherche beaucoup plus rapide de ce dont les clients ont envie. Un nouveau problème risque de faire son apparition : le temps passé sur les sites va diminuer considérablement et ainsi peut-être provoquer la disparition des ventes de produits « coup de cœur », produits aimés et visionnés de manière aléatoire par le client.